# بحيرة بليد
بحيرة بليد (بالسلوفينية: Blejsko jezero)‏ (بالألمانية: Bleder See, Veldeser See) هي بحيرة تقع في جبال الألب الجوليانية في شمال غرب سلوفينيا، بمحاذاة بلدة بليد. تعتبر المنطقة وجهة سياحية مهمة في سلوفينيا. تبعد البحيرة مسافة 35 كيلومتر (22 ميل) عن مطار ليوبليانا الدولي و 55 كيلومتر (34 ميل) عن العاصمة ليوبليانا.

## الجغرافيا والتاريخ
البحيرة نشأت كخليط من تكوينات جليدية وتكتونية. يبلغ طول البحيرة 2,120 متر (6,960 قدم) وعرضها 1,380 متر (4,530 قدم)، و أقصى عمق يصل إلى 29.5 متر (97 قدم)، يوجد فيها جزيرة صغيرة. تقع البحيرة في بيئة خلابة محاطة بالجبال والغابات. تقع قلعة بليد من القرون الوسطى فوق البحيرة على الشاطئ الشمالي ولها متحف. يقع وادي زكا في الطرف الغربي من البحيرة.
أقيمت بطولة العالم للتجديف في 1966 و 1979 و 1989 و 2011 في بحيرة بليد.

## جزيرة بليد
تحيط البحيرة بجزيرة بليد (بالسلوفينية: Blejski otok)‏. تحتوي الجزيرة على العديد من المباني، المبنى الرئيسي هو كنيسة الحج، التي بنيت في شكلها الحالي قرب نهاية القرن السابع عشر، ومزينة ببقايا من اللوحات الجدارية القوطية التي تعود لعام 1470.
الكنيسة بها برج بطول 52 متر (171 قدم)، وهناك درج باروكي يعود تاريخه إلى عام 1655 مع 99 درجة حجرية تؤدي إلى المبنى. يتم زيارة الكنيسة بشكل متكرر وتعقد حفلات الزفاف هناك بانتظام. تقليديا يعتبر من حسن الحظ أن يقوم العريس بحمل عروسه على الدرج يوم زفافهما قبل أن يدق الجرس ويتمنى أمنية داخل الكنيسة.

## معرض صور

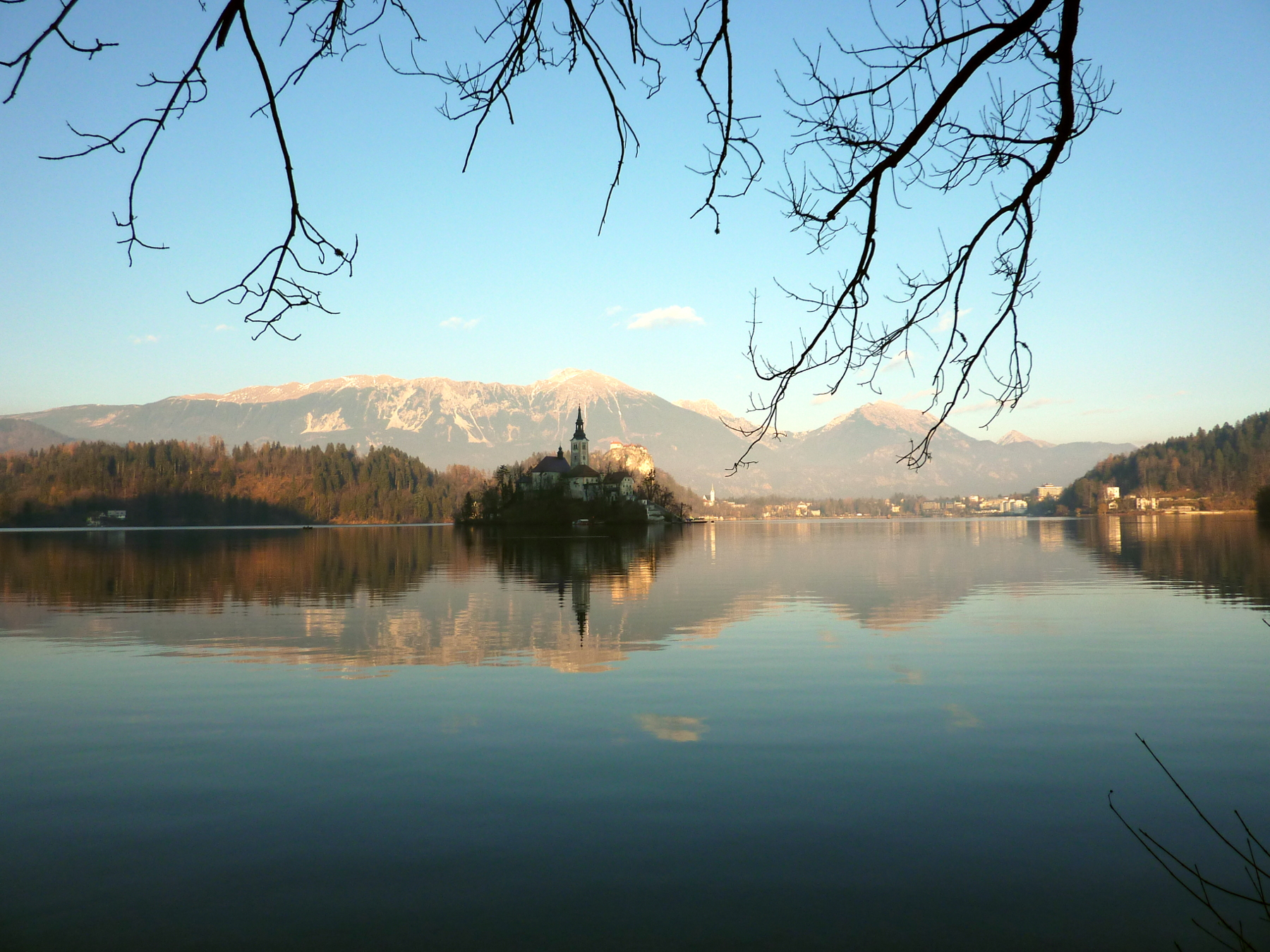
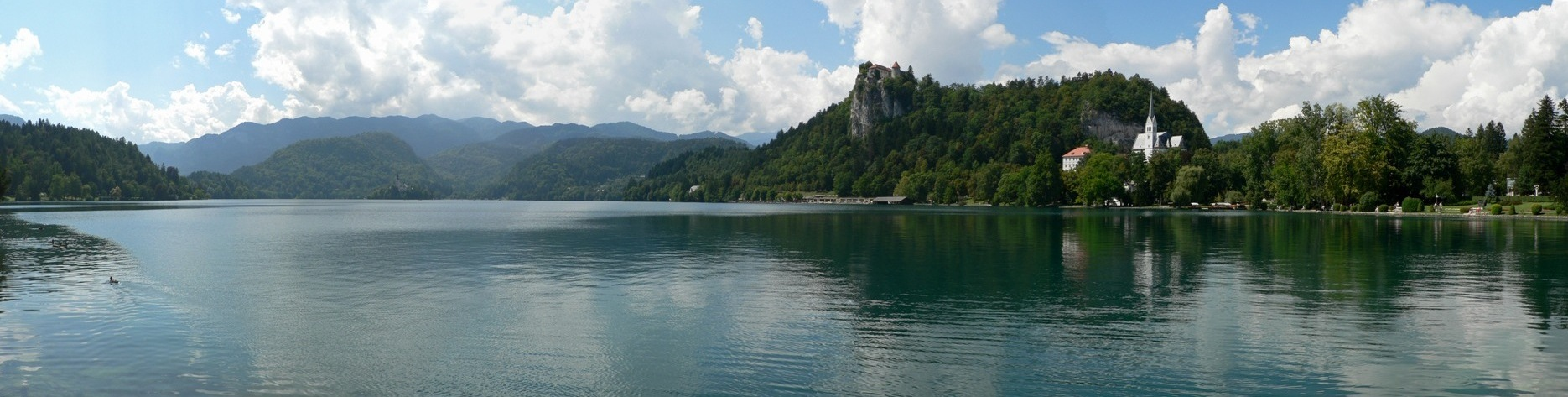
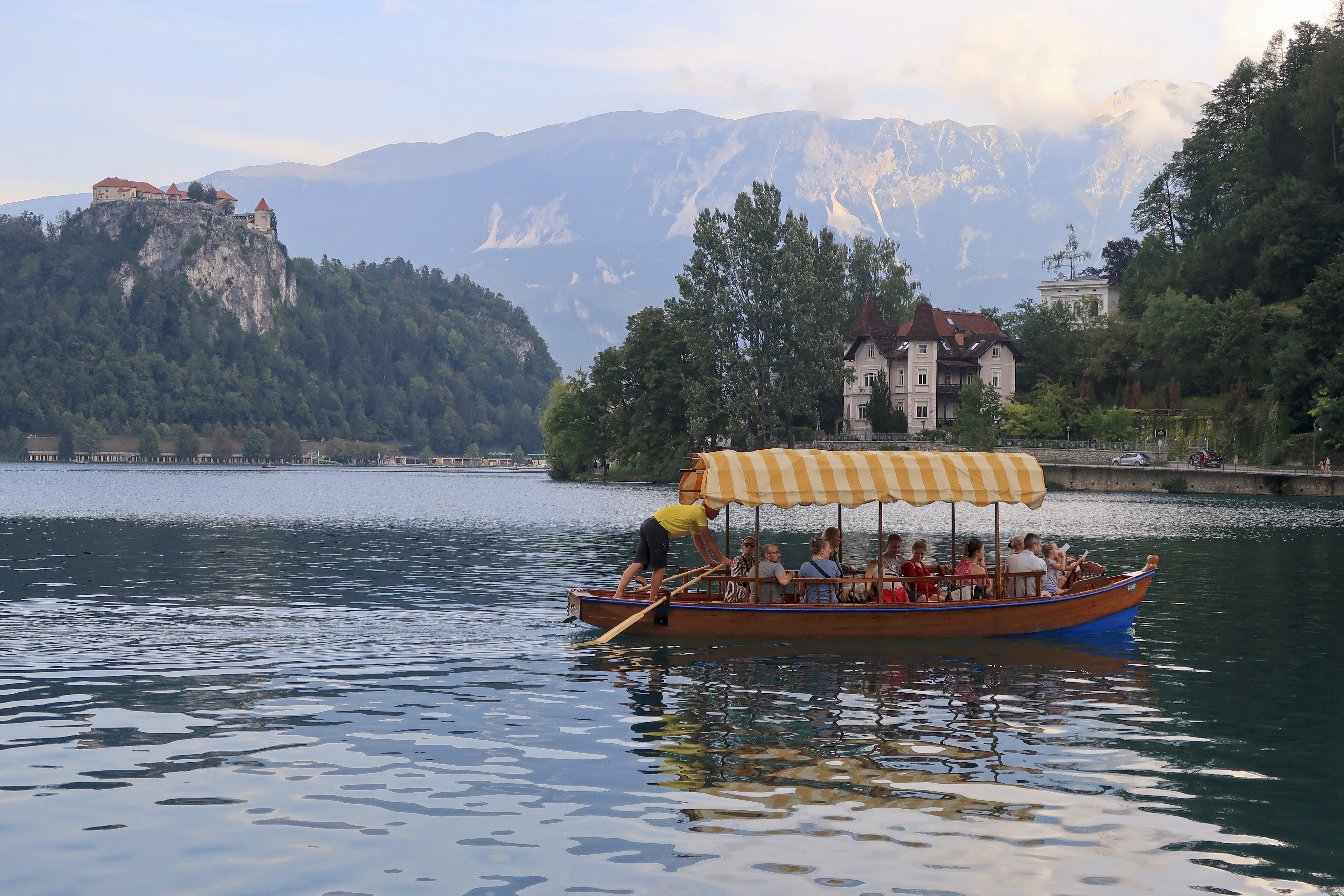

## روابط خارجية
- موقع جزيرة بليد باللغة السلوفينية
- سياحة بحيرة بليد نسخة محفوظة 28 مايو 2019 على موقع واي باك مشين. باللغة الإنجليزية